# Convent, Louisiana
Convent (franska: Couvent) är administrativ huvudort i Saint James Parish i Louisiana. Vid 2010 års folkräkning hade Convent 711 invånare.